# سابين هايلاند
سابين هايلاند (بالإنجليزية: Sabine Hyland)‏ هي عالمة الإنسان أمريكية، ولدت في 26 أغسطس 1964.

## وصلات خارجية
- سابين هايلاند على موقع IMDb (الإنجليزية)